# Northern Virginia Royals
El Northern Virginia FC es un equipo de fútbol de los Estados Unidos que juega en la USL League Two, la cuarta liga de fútbol más importante del país.

## Historia
Fue fundado en el año 1998 en la ciudad de Woodbridge, Virginia con el nombre Northern Virginia Royals como uno de los equipos de expansión de la desaparecida USISL D-3 Pro League, que era la tercera división de Estados Unidos. Es parte del club multideportivo Northern Virginia FC tras firmar una unió con el Northern Virginia Monarchs de fútbol femenil.
Jugó 5 temporadas en esa liga, donde no logró gran cosa excepto en la temporada de 1999 en la que alcanzaron las semifinales de conferencia ante el South Carolina Shamrocks. La tercera categoría fue reformada y jugaron en la USL Pro Select League, donde pasaron dos años en donde no pudieron clasificar a pos-temporada y para 2005 pasaron a jugar en la USL Second Division, quedando en noveno lugar en su única temporada en la liga.

### Del Profesionalismo al Amateurismo
Los Royals en el año 2006 pasaron de ser un club profesional a uno aficionado, descendiendo voluntariamente un nivel e integrar la USL Premier Development League, aunque a nivel de resultados siguen mal, ya que la única vez que se han clasificado a los playoffs ha sido en la temporada de 2011.

## Clubes afiliados
- DC United

## Estadios
- Estadio de la Forest Park High School; Woodbridge, Virginia (2003–2005)
- RFK Memorial Stadium; Washington D. C. 1 juego (2003)
- Ida Lee Park; Leesburg, Virginia 1 juego (2003)
- Estadio de la Trinity University; Washington D. C. 3 juegos (2005)
- Estadio de la Gar-Field High School; Woodbridge, Virginia (2006–2007)
- Valley View Sports Complex; Nokesville, Virginia 2 juegos (2006–2007)
- Estadio de la Fairfax High School; Fairfax, Virginia (2006–08, 2011)
- Word of Grace Christian Center; Herndon, Virginia 1 juego (2006)
- Robinson Field en George Mason University; Fairfax, Virginia (2007, 2010, 2011)
- Estadio de la Washington-Lee High School; Arlington, Virginia 1 game (2008)
- Estadio de la Wakefield High School; Arlington, Virginia 1 juego (2008)
- Howison Homestead Soccer Complex; Woodbridge, Virginia 3 juegos (2008)
- Hellwig Memorial Field Stadium; Manassas, Virginia 11 juegos (2009–)

## Entrenadores
- Silvino Gonzalo (1998–2007)
- John Pascarella (2007–2008)
- Tom Torres (2009–2010)
- Richie Burke (2011–2012, 2014)[1]

## Jugadores

### Jugadores destacados
- Yu Hoshide
- Troy Perkins
- Sergio Salas
- James Stevens
- Doug Warren